# Powrót do Edenu
Powrót do Edenu – australijski miniserial Network Ten, zrealizowany w 1983 i 1986 roku.

## Fabuła

### Sezon 1
Nazywam się Stephanie Harper. To jest Eden – królestwo mojego ojca. W dniu jego śmierci, 17 lat temu, byłam samotną i wystraszoną 23-latką. Gdybym wiedziała o czekającym mnie koszmarze, umarłabym razem z nim.

Stephanie Harper w wieku 23 lat straciła Maxwella Harpera, ojca i najbogatszego Australijczyka. Jako jedyna córka, otrzymała cały jego spadek, nawet pomimo tego, że testamentu Maxa nie znaleziono. W trakcie 17 lat od jego śmierci, Stephanie dwukrotnie wyszła za mąż, z czego drugie małżeństwo zakończyło się rozwodem. Z tych dwóch związków miała dwoje dzieci: Sarę, i Dennisa.
Trzecim mężem Stephanie został Greg Marsden, starzejący się trzykrotny zwycięzca Wimbledonu. Stephanie, hojna i z dobrym sercem, miała też przyjaciela w koncernie wydobywania minerałów Harper Mining. Nazywał się Bill McMaster i to on namówił ją by oddzieliła finanse swoje od wybranka oraz zapisałaby klauzulę, że gdy Greg ożeni się powtórnie po jej śmierci, straci prawo do spadku.
Stephanie nie zauważyła jednak, że jej mąż ożenił się z nią tylko dla pieniędzy i jej samej nie kochał. Jego serce chwilowo należało do najbliższej przyjaciółki Stephanie, mężatki Jilly Stewart. W trakcie miesiąca miodowego, Greg namówił Stephanie i Jilly na rejs po mokradłach, gdzie zepchnął żonę wprost do paszczy krokodyla.
Stephanie ocalała tylko dzięki pomocy Dave’a Wellesa, mieszkańca puszczy australijskiej. On zoperował ją i wyleczył rany, po czym zwrócił cywilizacji i zaopatrzył w środki do życia. Kobieta zwróciła się o pomoc do chirurga plastycznego, Danny’ego Marshalla, który za pomocą kilku operacji, upiększył ją i zmienił nieco jej twarz, zgodnie z jej prośbą. Przybrała imię Tara Welles.
Odmieniona Stephanie opuściła lekarza i jego klinikę. Wyglądając młodziej o 10 lat, zaczęła karierę krajowej modelki w agencji Joanny Randall. Osiągnęła pełny sukces, w przeciągu pół roku znalazła się na pierwszej stronie australijskiego „Vogue”. Następnie ponownie poznała Grega i Jilly. Wysondowała co sądzili o Stephanie i jakie Marsden miał stosunki z jej dziećmi. Tymczasem doktor Marshall ponownie zawitał w jej życiu. Zaczęli się regularnie spotykać i poprosił ją o rękę, ale Stephanie odmówiła bo, według prawa, wciąż była żoną Grega.
Sama po tym, jak rozkochała w sobie męża, zwabiła go wraz z Jilly do Edenu – posiadłości ojca – gdzie dokonała swojej zemsty. Skłóciła ich, doprowadziła do szału i zgłosiła to co zrobili przed rokiem na policję. Sama też chwilowo odcięła posiadłość od świata, a Greg zaczął na nią polować. Dopiero Jilly ocaliła Stephanie, strzelając w ramię swego kochanka – Grega. Sam mężczyzna rozbił się samolotem, gdy ranny, próbował uciekać z posesji. W międzyczasie jej dzieci domyśliły się prawdy i z doktorem Danem, przylecieli do Edenu, już do Stephanie.

### Sezon 2
Minęło siedem lat od śmierci Grega. Stephanie wyszła za mąż za doktora Marshalla oraz założyła dom mody Tara, do prowadzenia którego zatrudniła Joannę Randall. Tymczasem Dennis i Sarah dorośli, Jilly odsiadywała wyrok za próbę zabójstwa a rodzina Harper przeniosła się ze starego Edenu do nowej rezydencji, także nazwanej Edenem. W starym Edenie przeprowadzono remont. W jednej ze ścian znaleziono kapsułę w której był testament Maxa. Stewart, której skończył się wyrok, wyszła na wolność i przyjechała do rezydencji Stephanie na odczytanie dokumentu. Wyjawił on, że matka Jilly i ojciec Stephanie mieli romans, czego owocem była właśnie Jilly. Kobieta, po odczytaniu na kolacji dokumentu, została oficjalnie uznana za córkę zmarłego bogacza.
W tym czasie Jake Sanders, Anglik i bogaty biznesmen, zaczął wykupywać akcje Harper Mining. Zainstalował tam swoją kochankę, Cassie Jones, oraz otrzymał ofertę przejęcia firmy Stephanie od samej Jilly. Sam miał też tajemnicę, którą pilnie strzegł. Nad grobem swego brata, Grega Marsdena, złożył przysięgę, że zniszczy obie siostry Harper.

## Obsada

### Główna

#### Sezon 1 i 2
| Aktor(ka)       | Postać                       | Relacja do innych                                  | Sezon     |
| --------------- | ---------------------------- | -------------------------------------------------- | --------- |
| Rebecca Gilling | Stephanie Harper/Tara Welles | główna postać                                      | 1 i 2     |
| James Smillie   | dr Danny "Dan" Marshall      | czwarty były mąż Stephanie                         | 1 i 2     |
| Peter Gwynne    | Bill McMaster                | prawa ręka Stephanie w firmie Harpers Mining       | 1 i 2     |
| James Reyne     | Greg Marsden                 | trzeci mąż Stephanie i kochanek Jilly              | (tylko) 1 |
| Nicole Pyner    | Sarah Harper                 | małoletnia córka Stephanie z pierwszego małżeństwa | (tylko) 1 |
| Jayson Duncan   | Dennis Harper                | małoletni syn Stephanie z drugiego małżeństwa      | (tylko) 1 |
| Wendy Hughes    | Jilly Stewart                | matka chrzestna Sary                               | (tylko) 1 |

#### Sezon 2
| Aktor(ka)       | Postać        | Relacja do innych                                         |
| --------------- | ------------- | --------------------------------------------------------- |
| Peta Toppano    | Jilly Stewart | matka chrzestna Sary, przyrodnia siostra i wróg Stephanie |
| Nicki Paull     | Sarah Harper  | dorosła córka Stephanie                                   |
| Peter Cousens   | Dennis Harper | dorosły syn Stephanie                                     |
| Daniel Abineri  | Jake Sanders  | brat Grega Marsdena                                       |
| Megan Williams  | Cassie Jones  | asystentka Billa McMastera i była dziewczyna Sandersa     |
| Warren Blondell | Tom McMaster  | udziałowiec w Harper Mining i były chłopak Sarah          |
| Angelo D’Angelo | Angelo Vitale | przyjaciel Dennisa i mąż Sarah Harper                     |

### Drugoplanowa

#### Sezon 1 i 2
| Aktor(ka)        | Postać         | Relacja do innych                                                             | Sezon     |
| ---------------- | -------------- | ----------------------------------------------------------------------------- | --------- |
| Patricia Kennedy | Katy Basklain  | zarządzała Edenem, posiadłością Maxa Harpera – ojca Stephanie                 | (tylko) 1 |
| Bill Kerr        | Dave Welles    | pomógł Stephanie dojść do równowagi po ataku krokodyla i "nocy" Jilly z Danem | 1 i 2     |
| John Lee         | Philip Stewart | adwokat i były mąż Jilly                                                      | 1 i 2     |
| Olivia Hamnett   | Joanna Randall | prezes agencji modelek i pracodawczyni Tary/Stephanie                         | 1 i 2     |

#### Sezon 2
| Aktor(ka)        | Postać          | Relacja do innych                                                    |
| ---------------- | --------------- | -------------------------------------------------------------------- |
| Saskia Post      | Jessica Stewart | bratanica Philipa oraz ukochana Dana, po jego rozwodzie ze Stephanie |
| Keith Aberdein   | Johnno Ryan     | ochroniarz Stephanie w czasie jej drugiego powrotu                   |
| Robin Ramsay     | Ahmal           | bogaty bliskowschodni szejk i przyjaciel Stephanie                   |
| Suzanne Roylance | Olive Down      | prawa ręka Jilly                                                     |
| Rod Anderson     | Anton Pascal    | prawa ręka Jake'a                                                    |
| Wendy Playfair   | Rena McMaster   | żona Toma                                                            |
| Tamasin Ramsay   | Talitha         | siostra Ahmala                                                       |
| Graham Harvey    | Chris Harper    | syn Stephanie i Ahmala                                               |
| Ann Brisk        | Hilary          | sekretarka w Harper Mining                                           |